# Lampides polassar
Lampides polassar är en fjärilsart som beskrevs av Hans Fruhstorfer 1921. Lampides polassar ingår i släktet Lampides och familjen juvelvingar. Inga underarter finns listade i Catalogue of Life.